# Ravigny

Ravigny este o comună în departamentul Mayenne, Franța. În 2009 avea o populație de 214 de locuitori.